# Liga a II-a 2011-2012
Liga a II-a 2011-2012 a fost cel de al 72-lea sezon a Ligii a II-a, a doua divizie a sistemului de fotbal românesc. Sezonul a început pe 20 august 2011 și s-a finalizat pe 1 iunie. Liga este alcătuită din două serii de 16 echipe fiecare. Primele două clasate din fiecare serie vor promova în Liga I, iar ultimele trei, din fiecare serie, vor retrograda în Liga a III-a.

## Cluburi
Trei din cele cinci echipe retrogradate din Liga I, sezonul precent: Timișoara, Gloria Bistrița și Unirea Urziceni nu au depus cereri pentru a obține licența pentru Liga a II-a. Unirea s-a dizolvat, iar primele două au contestat decizia de retrogradare la Tribunalul de Arrbitraj Sportiv și nu au realizat formalitățile necesare pentru a obține licențele. Poli Timișoara și Gloria Bistrița au fost retogradate după ce nu au primit licențele pentru Liga I, în clasament acestea se aflau pe poziții neretrogradabile 2 și ,respectiv , 14. TAS la 18 iulie 2011 a respins cazurile. La data de 8 iulie Comitetul Executiv al FRF a acceptat ca Timișoara și Gloria Bistrița să activeze în Liga a II-a, deși nu aveau licență pentru aceasta, în motivarea deciziei se precizează că s-a luat această hotărâre din respect față de orașele în cauză și față de suporterii echipelor respective. Universitatea Craiova, de asemenea retrogradată din Liga I a fost dezafiliată deoarece nu a retras acțiunile intentate împotriva FRF în instanța civilă. Farul Constanța, Gloria Buzău și Juventus București au fost de asemenea incluse în componența ligii secunde.

## Seria I
| Club                | Localitate | Stadion            | Capacitate |
| ------------------- | ---------- | ------------------ | ---------- |
| Astra Giurgiu       | Giurgiu    | Marin Anastasovici | 7.000      |
| Bacău               | Bacău      | Municipal          | 17.500     |
| Botoșani            | Botoșani   | Municipal          | 12.000     |
| Brăila              | Brăila     | Municipal          | 20.000     |
| Callatis Mangalia   | Mangalia   | Central            | 5.000      |
| Delta Tulcea        | Tulcea     | Delta              | 12.000     |
| Dinamo II București | București  | Florea Dumitrache  | 1.500      |
| Dunărea Galați      | Galați     | Dunărea            | 23.000     |
| Farul Constanța     | Constanța  | Farul              | 15.500     |
| Gloria Buzău        | Buzău      | Municipal          | 18.000     |
| CSM Iași            | Iași       | Emil Alexandrescu  | 11.390     |
| Otopeni             | Otopeni    | Otopeni            | 1.200      |
| Săgeata Năvodari    | Năvodari   | Petromidia         | 5.000      |
| Snagov              | Snagov     | Snagov             | 2.000      |
| Victoria Brănești   | Brănești   | Cătălin Hîldan     | 3.000      |
| Viitorul Constanța  | Constanța  | Orășenesc          | 1.000      |

### Clasament
| Poz | Echipa                  | MJ | V  | E  | Î  | GM | GP | G   | Pct | Promovare sau retrogradare   |
| --- | ----------------------- | -- | -- | -- | -- | -- | -- | --- | --- | ---------------------------- |
| 1   | FCV Farul Constanța (P) | 30 | 19 | 4  | 7  | 55 | 18 | +37 | 61  | Promovare în Liga I          |
| 2   | Politehnica Iași (P)    | 30 | 19 | 4  | 7  | 51 | 26 | +25 | 61  | Promovare în Liga I          |
| 3   | Delta Tulcea            | 30 | 17 | 8  | 5  | 55 | 28 | +27 | 59  |                              |
| 4   | Team Săgeata⁠(d)         | 30 | 14 | 7  | 9  | 47 | 33 | +14 | 49  |                              |
| 5   | Botoșani                | 30 | 13 | 9  | 8  | 42 | 31 | +11 | 48  |                              |
| 6   | CF Brăila               | 30 | 15 | 3  | 12 | 47 | 40 | +7  | 48  |                              |
| 7   | FCM Bacău               | 30 | 13 | 6  | 11 | 43 | 31 | +12 | 45  |                              |
| 8   | Farul                   | 30 | 11 | 11 | 8  | 45 | 42 | +3  | 44  |                              |
| 9   | Callatis Mangalia       | 30 | 13 | 4  | 13 | 43 | 41 | +2  | 43  |                              |
| 10  | Dunărea Galați          | 30 | 11 | 7  | 12 | 38 | 40 | −2  | 40  |                              |
| 11  | Astra II                | 30 | 10 | 6  | 14 | 36 | 48 | −12 | 36  |                              |
| 12  | Otopeni                 | 30 | 10 | 5  | 15 | 37 | 44 | −7  | 35  |                              |
| 13  | Dinamo II               | 30 | 8  | 10 | 12 | 32 | 35 | −3  | 34  |                              |
| 14  | Voința Snagov (R)       | 29 | 6  | 6  | 17 | 29 | 60 | −31 | 24  | Retrogradare în Liga a III-a |
| 15  | Gloria Buzău (R)        | 30 | 6  | 5  | 19 | 26 | 62 | −36 | 23  | Retrogradare în Liga a III-a |
| 16  | Victoria Brănești (R)   | 29 | 4  | 3  | 22 | 17 | 64 | −47 | 15  | Retrogradare în Liga a III-a |

Sursa: Liga II
Reguli de clasare: 
1) puncte; 2) diferența de goluri; 3) goluri marcate.
POZ = Poziția în clasament; (C) = Campioană; (R) = Retrogradată; (P) = Promovată; (E) = Eliminată; (O) = Câștigătoare de play-off; (A) = Avansează în runda următoare. 
Aplicabil doar când sezonul nu este terminat: 
(Q) = Calificare în faza competiției indicată; (TQ) = Calificare în competiție, dar încă nu în faza indicată; (RQ) = Calificată în competiția de retrogradare indicată; (DQ) = Descalificată din competiție.

## Seria II
| Club               | Localitate     | Stadion              | Capacitate |
| ------------------ | -------------- | -------------------- | ---------- |
| Alro Slatina       | Slatina        | 1 Mai                | 12.000     |
| Argeș Pitești      | Pitești        | Nicolae Dobrin       | 15.000     |
| Arieșul Turda      | Turda          | Municipal            | 10.000     |
| Bihor Oradea       | Oradea         | Iuliu Bodola         | 18.000     |
| Chindia Târgoviște | Târgoviște     | Eugen Popescu        | 10.000     |
| Gaz Metan Severin  | Severin        | Stadionul Municipal  | 20.054     |
| Gloria Bistrița    | Bistrița       | Gloria               | 7.800      |
| Juventus București | București      | Juventus             | 8.000      |
| Luceafărul Oradea  | Oradea         | Luceafărul           | 3.400      |
| FCMU Baia Mare     | Baia Mare      | Viorel Mateianu      | 15.500     |
| Mureșul Deva       | Deva           | Cetate               | 4.000      |
| Râmnicu Vâlcea     | Râmnicu Vâlcea | Municipal            | 12.000     |
| FC Olt Slatina     | Slatina        | Rapid                | 1.500      |
| Timișoara          | Timișoara      | Dan Păltinișanu      | 32.972     |
| Unirea Alba Iulia  | Alba Iulia     | Cetate               | 18.000     |
| UTA Arad           | Arad           | Francisc von Neumann | 7.287      |

### Clasament
| Poz | Echipa                 | MJ | V  | E  | Î  | GM | GP | G   | Pct | Promovare sau retrogradare   |
| --- | ---------------------- | -- | -- | -- | -- | -- | -- | --- | --- | ---------------------------- |
| 1   | Politehnica Timișoara  | 30 | 19 | 8  | 3  | 54 | 19 | +35 | 65  |                              |
| 2   | Gloria Bistrița (P)    | 30 | 19 | 8  | 3  | 60 | 29 | +31 | 65  | Promovare în Liga I          |
| 3   | Gaz Metan Severin (P)  | 30 | 18 | 5  | 7  | 50 | 25 | +25 | 59  | Promovare în Liga I          |
| 4   | UTA Arad               | 30 | 14 | 9  | 7  | 41 | 20 | +21 | 51  |                              |
| 5   | Olt Slatina            | 30 | 14 | 8  | 8  | 41 | 22 | +19 | 50  |                              |
| 6   | Luceafărul Oradea      | 30 | 13 | 8  | 9  | 34 | 27 | +7  | 47  |                              |
| 7   | Chindia                | 30 | 11 | 11 | 8  | 34 | 24 | +10 | 44  |                              |
| 8   | FC Bihor               | 30 | 12 | 8  | 10 | 40 | 35 | +5  | 44  |                              |
| 9   | Unirea Alba Iulia      | 30 | 10 | 11 | 9  | 34 | 26 | +8  | 41  |                              |
| 10  | Argeș Pitești          | 30 | 10 | 9  | 11 | 34 | 47 | −13 | 399 |                              |
| 11  | Râmnicu Vâlcea         | 30 | 9  | 8  | 13 | 34 | 38 | −4  | 35  |                              |
| 12  | FCMU Baia Mare         | 30 | 10 | 5  | 15 | 38 | 50 | −12 | 35  |                              |
| 13  | Olt Slatina            | 30 | 9  | 7  | 14 | 30 | 35 | −5  | 34  |                              |
| 14  | Juventus București (R) | 30 | 4  | 8  | 18 | 24 | 27 | −3  | 20  | Retrogradare în Liga a III-a |
| 15  | Mureșul Deva (R)       | 30 | 6  | 2  | 22 | 20 | 72 | −52 | 20  | Retrogradare în Liga a III-a |
| 16  | Arieșul Turda (R)      | 30 | 2  | 5  | 23 | 10 | 65 | −55 | 11  | Retrogradare în Liga a III-a |

Sursa: LigaII
Reguli de clasare: 
1) puncte; 2) diferența de goluri; 3) goluri marcate.
POZ = Poziția în clasament; (C) = Campioană; (R) = Retrogradată; (P) = Promovată; (E) = Eliminată; (O) = Câștigătoare de play-off; (A) = Avansează în runda următoare. 
Aplicabil doar când sezonul nu este terminat: 
(Q) = Calificare în faza competiției indicată; (TQ) = Calificare în competiție, dar încă nu în faza indicată; (RQ) = Calificată în competiția de retrogradare indicată; (DQ) = Descalificată din competiție.

## Golgheteri Seria 2
- Cristian Silvășan - Gloria Bistrița - 6